# Corrado Sanguineti
Corrado Sanguineti (Milánó, 1964. november 7. – ) olasz főpap, a Paviai egyházmegye püspöke 2015. november 16-ától.

## Élete
Sanguineti 1964-ben született Milánóban, a fanói szemináriumban tanult. 1988-ban szentelték pappá. 2015. november 16-án Ferenc pápa őt nevezte ki Pavia püspökévé.